# Kohtla-Järve
Kohtla-Järve (tyska: Kochtel-Türpsal) är en stad som utgör en egen kommun (stadskommun, estniska: linn) i landskapet Ida-Virumaa i nordöstra Estland. Staden ligger cirka 140 kilometer öster om huvudstaden Tallinn. Invånarantalet uppgick till 37 201 den 31 december 2011. Området präglas av utvinningen av oljeskiffer och det finns sedan 1966 ett oljeskiffermuseum.

## Geografi och administrativ indelning

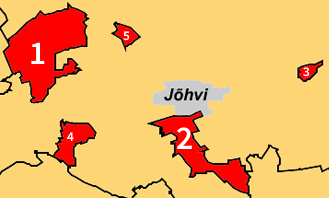
Administrativa distrikt i Kohtla-Järve: (1) Järve, (2) Ahtme, (3) Oru, (4) Sompa, (5) Kukruse

Staden Kohtla-Järve har en ovanlig geografisk struktur då den består av fem från varandra åtskilda delar. Var och en av dessa delar utgör ett administrativt distrikt (estniska: linnaosa) inom staden:
|         | 2011   | 2016   | 2017   | 2021   |
| ------- | ------ | ------ | ------ | ------ |
| Järve   | 17 054 | 15 869 | 15 952 | 15 656 |
| Ahtme   | 17 252 | 16 222 | 16 140 | 15 602 |
| Oru     | 1266   | 1133   | 1117   | 996    |
| Sompa   | 958    | 873    | 870    | 754    |
| Kukruse | 572    | 550    | 529    | 467    |

Viivikonna, tillsammans med Sirgala, utgjorde tidigare ett administrativt distrikt inom staden Kohtla-Järve men sedan kommunreformen 2017 utgör dessa två orter istället byar inom Narva-Jõesuu stad.

## Vänorter
Kohtla-Järve har följande vänorter:
- Kėdainių rajono savivaldybė, Litauen, sedan 1997
- Kingiseppskij rajon, Ryssland, sedan 2000
- Korostysjiv, Ukraina, sedan 2006
- Norderstedt, Tyskland, sedan 1989
- Novgorod, Ryssland, sedan 2004
- Outokumpu, Finland, sedan 1969
- Salihorsk, Vitryssland, sedan 2008
- Saransk, Ryssland, sedan 1998
- Slantsevskij rajon, Ryssland, sedan 1999
- Staffanstorps kommun, Sverige, sedan 2009
- Wyszków, Polen, sedan 2006